# Ira C. Eaker
El general (honorari) Ira Clarence Eaker (13 d'abril de 1896 - 6 d'agost de 1987) va ser un general estatunidenc de les Forces Aèries de l'Exèrcit dels Estats Units durant la Segona Guerra Mundial. Eaker, com a segon al comandament de la futura Vuitena Força Aèria, va ser enviat a Anglaterra per formar i organitzar el seu comandament de bombarders. Mentre lluitava per augmentar el poder aeri a Anglaterra, l'organització de les Forces Aèries de l'Exèrcit va evolucionar i va ser nomenat comandant de la Vuitena Força Aèria l'1 de desembre de 1942.
Tot i que la seva experiència era en avions de combat monomotor, Eaker es va convertir en l'arquitecte d'una força de bombardeig estratègic que finalment va arribar a quaranta grups de 60 bombarders pesants cadascun, recolzats per un comandament de caça subordinat de 1.500 avions, la majoria dels quals ja estaven al seu lloc quan va renunciar al comandament a principis de 1944. Eaker va assumir el comandament general de quatre forces aèries aliades amb base al Teatre d'Operacions del Mediterrani, i al final de la Segona Guerra Mundial havia estat nomenat Comandant Adjunt de les Forces Aèries de l'Exèrcit dels Estats Units. Va treballar a la indústria aeroespacial després de retirar-se de l'exèrcit i després es va convertir en columnista de diaris.

## Biografia
Eaker va néixer a Field Creek, Texas, el 1896, fill d'un arrendatari holandès . Va assistir al Southeastern State Teachers College de Durant, Oklahoma, i després es va unir a l'exèrcit dels Estats Units el 1917. Va ser nomenat sotstinent d'infanteria, Cos de Reserva d'Oficials, i assignat al servei actiu amb el 64è Regiment d'Infanteria a Camp Bliss, El Paso, Texas. El 64è Regiment d'Infanteria va ser assignat a la 14a Brigada d'Infanteria el 20 de desembre de 1917 per formar part de la 7a Divisió d'Infanteria quan es va desplegar a França. El 15 de novembre de 1917, Eaker va rebre una comissió a l'exèrcit regular. Més tard va obtenir una llicenciatura en periodisme de la Universitat del Sud de Califòrnia el 1934.

### Carrera del Servei Aeri i del Cos Aeri
Eaker va romandre amb el 64è Regiment d'Infanteria fins al març de 1918, quan va ser destinat al servei destacat per rebre instrucció de vol a Austin i Kelly Fields, a Texas. Després de graduar-se l'octubre següent, va ser qualificat com a pilot i assignat a Rockwell Field, Califòrnia.
El juliol de 1919, va ser transferit a les Illes Filipines, on va servir amb el 2n Esquadró Aeri a Fort Mills fins al setembre de 1919; amb el 3r Esquadró Aeri a Camp Stotsenburg fins al setembre de 1920, i com a oficial executiu de l'Oficina Aèria del Departament, Departament i Oficial Adjunt del Departament Aèri, Departament de les Filipines, i al comandament del Dipòsit Aeri Filipin a Manila fins al setembre de 1921.
Mentrestant, l'1 de juliol de 1920 va ser comissionat a l'Exèrcit Regular com a capità del Servei Aeri i va tornar als Estats Units el gener de 1922 per servir a Mitchel Field , Nova York, on va comandar el 5è Esquadró Aeri i més tard va ser ajudant de guàrdia.

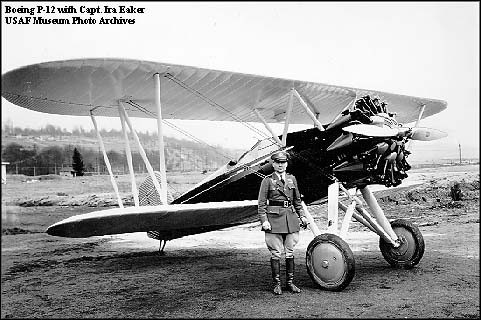
El capità Ira Eaker amb un Boeing P-12

El juny de 1924, Eaker va ser nomenat assistent executiu a l'Oficina del Servei Aeri de Washington, DC, i del 21 de desembre de 1926 al 2 de maig de 1927, va servir com a pilot d'un dels hidroavions Loening OA-1 del Pan American Goodwill Flight, que va fer un viatge de 35.200 km per Sud-amèrica i, amb els altres, va ser guardonat amb el Trofeu Mackay. Després va esdevenir oficial executiu a l'Oficina del Secretari Adjunt de Guerra a Washington, DC.
El setembre de 1926, va ser nomenat oficial d'operacions i manteniment de línia a Bolling Field, Washington, DC. Mentre estava en aquesta tasca, va participar com a pilot en cap en el vol de resistència de l'avió de l'exèrcit, Question Mark, de l'1 al 7 de gener de 1929, establint un nou rècord mundial de resistència de vol. Per aquest assoliment, tota la tripulació de cinc persones, incloent-hi Eaker i el comandant de la missió, el major Carl Spaatz , van ser guardonats amb la Creu dels Vols Distingits. El 1930, va realitzar el primer vol transcontinental completament amb instruments.
A l'octubre de 1934, Eaker va rebre l'ordre de destinar-se al servei a March Field, Califòrnia, on va comandar el 34è Esquadró de Persecució i, més tard, el 17è Esquadró de Persecució. A l'estiu de 1935, va ser destacat per al servei amb la Marina i va participar a bord del portaavions USS Lexington, en maniobres a Hawaii i Guam.
Eaker va ingressar a l'Escola Tàctica del Cos Aeri a Maxwell Field, Alabama,l'agost de 1935, i en graduar-se el juny següent va ingressar a l'Escola de Comandament i Estat Major General de Fort Leavenworth, Kansas, de la qual es va graduar el juny de 1937. Durant la seva estada a Ft Leavenworth, del 3 al 7 de juny de 1936, Eaker va fer el primer vol transcontinental a cegues (només amb instruments) de Nova York a Los Angeles. Després va esdevenir subcap de la Divisió d'Informació de l'Oficina del Cap del Cos Aeri (OCAC) a Washington, DC, durant la qual va ajudar a planificar i publicitar la intercepció del transatlàntic italià Rex al mar. El novembre de 1940, Eaker va rebre el comandament del 20è Grup de Persecució a Hamilton Field, Califòrnia. Va ser ascendit a coronel el 1941 mentre era a Hamilton Field.

### Segona Guerra Mundial

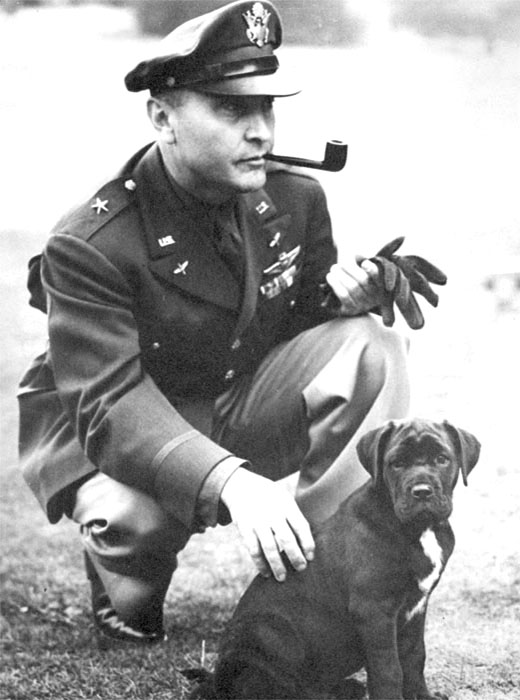
El Brigadier General Ira C. Eaker a Anglaterra

Promogut a general de brigada el gener de 1942, va ser assignat per organitzar el VIII Comandament de Bombarders (que es va convertir en la Vuitena Força Aèria) a Anglaterra i per estudiar el sistema britànic d'operacions de bombarders. Després, el desembre de 1942, va assumir el comandament de la Vuitena Força Aèria. En un discurs que va pronunciar als britànics que li va valer una publicitat favorable, va dir: "No parlarem gaire fins que no hàgim lluitat més. Després que ens n'haguem anat, esperem que us en alegreu que hàgim vingut".
Gran part del personal inicial d'Eaker, incloent-hi el capità Frederick W. Castle, el capità Beirne Lay, Jr. i el tinent Harris Hull, estava compost per oficials de la reserva en lloc d'oficials militars de carrera, i el grup va passar a ser conegut com a "Eaker's Amateurs". El càrrec d'Eaker com a comandant de la Vuitena Força Aèria el va portar a convertir-se en el model del general de divisió fictici Pat Pritchard a la pel•lícula de 1949 Twelve O'Clock High.

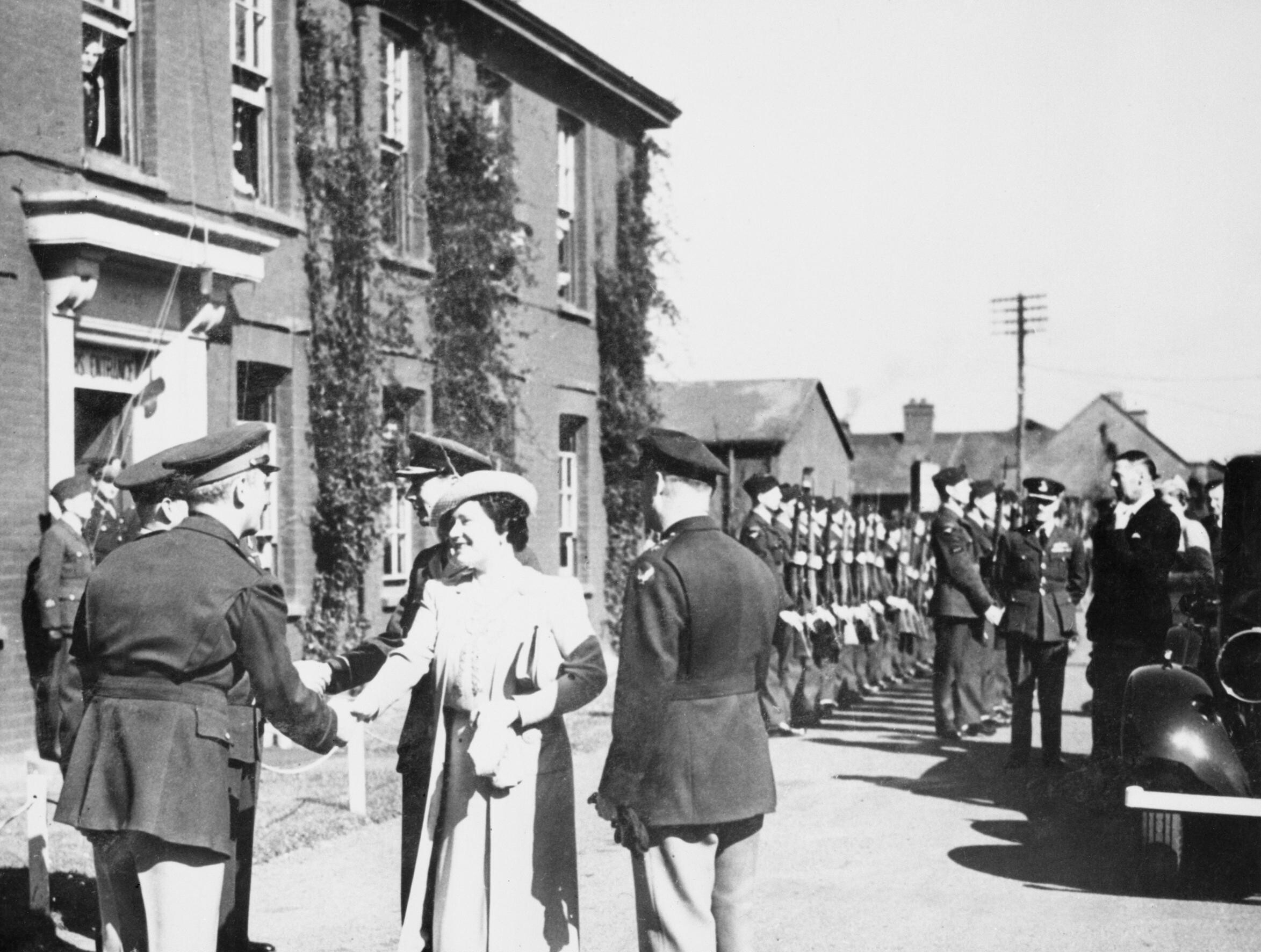
El Rei Jordi VI i la Reina Elisabet són rebuts pel General de Divisió Frank Hunter i el Major General Ira C. Eaker de les 8es Forces Aèries de l'Exèrcit dels Estats Units amb motiu de la seva visita a Duxford, Cambridgeshire, el 26 de maig de 1943.

Durant tota la guerra, Eaker va ser un defensor del bombardeig de "precisió" diürn d'objectius militars i industrials en territori ocupat pels alemanys i, en última instància, Alemanya, per atacar la capacitat de l'enemic per fer la guerra i minimitzar les baixes civils. Els britànics consideraven que els bombardejos diürns eren massa arriscats i volien que els nord-americans s'unissin a ells en atacs nocturns que tinguessin com a objectiu zones més àmplies, però Eaker va convèncer un escèptic Winston Churchill que els enfocaments nord-americà i britànic es complementaven en un memoràndum d'una pàgina que concloïa: "Si la RAF continua els bombardejos nocturns i nosaltres bombardegem de dia, els bombardejarem les 24 hores del dia i el diable no tindrà descans". Va participar personalment en el primer atac de bombarders B-17 Flying Fortress contra els alemanys a França, bombardejant Rouen el 17 d'agost de 1942.
Eaker va ser ascendit a major general el setembre de 1943. Tanmateix, a mesura que les pèrdues de bombarders nord-americans augmentaven a causa dels atacs d'avions de combat defensius alemanys en missions de penetració profunda més enllà de l'abast de la cobertura de caces disponible, Eaker podria haver perdut part de la confiança del general comandant de la USAAF, Henry Arnold. Per reduir les pèrdues dels caces, Eaker va ser un ferm defensor del Boeing YB-40 Flying Fortress, un B-17 Flying Fortress que portava torretes i artillers addicionals en lloc d'una càrrega de bombes i estava destinat a actuar com a escorta de llarg abast, "d'artiller" per a bombarders convencionals. Tanmateix, el YB-40 no va tenir èxit en combat.

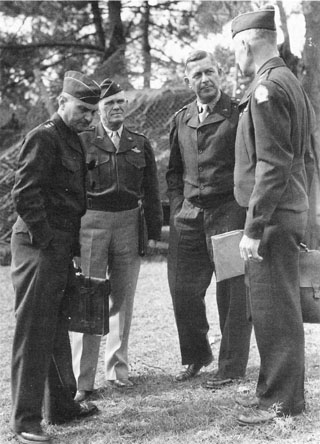
Tinent general Ira C. Eaker, major general John K. Cannon, tinent general Jacob L. Devers i major general Thomas B. Larkin, 1944.

Eaker també va defensar fermament treballar per millorar l'abast dels caces d'escorta utilitzant tancs de combustible externs, per tal que els seus Republic P-47 Thunderbolts poguessin romandre amb les formacions de bombarders durant períodes més llargs. Eaker va seguir estrictament la doctrina americana predominant d'exigir que els caces es mantinguessin a prop dels bombarders, però aquesta restricció estava resultant frustrant per als grups de caces, que defensaven la llibertat d'acció per netejar els cels d'avions enemics abans de les trajectòries dels bombarders. La força aèria d'Eaker estava perdent homes; des del juliol fins al novembre de 1943, la 8a va perdre el 64% de la seva tripulació. Quan el general Dwight D. Eisenhower va ser nomenat Comandant Suprem Aliat el desembre de 1943, va proposar utilitzar el seu equip existent de comandants subordinats, inclòs el tinent general Jimmy Doolittle, en posicions clau. Doolittle va ser nomenat Comandant de la Vuitena Força Aèria, i Arnold va estar d'acord amb el canvi. Després d'un començament difícil, Doolittle va millorar enormement el registre d'Eaker alliberant els grups de caces americans per caçar els caces enemics.

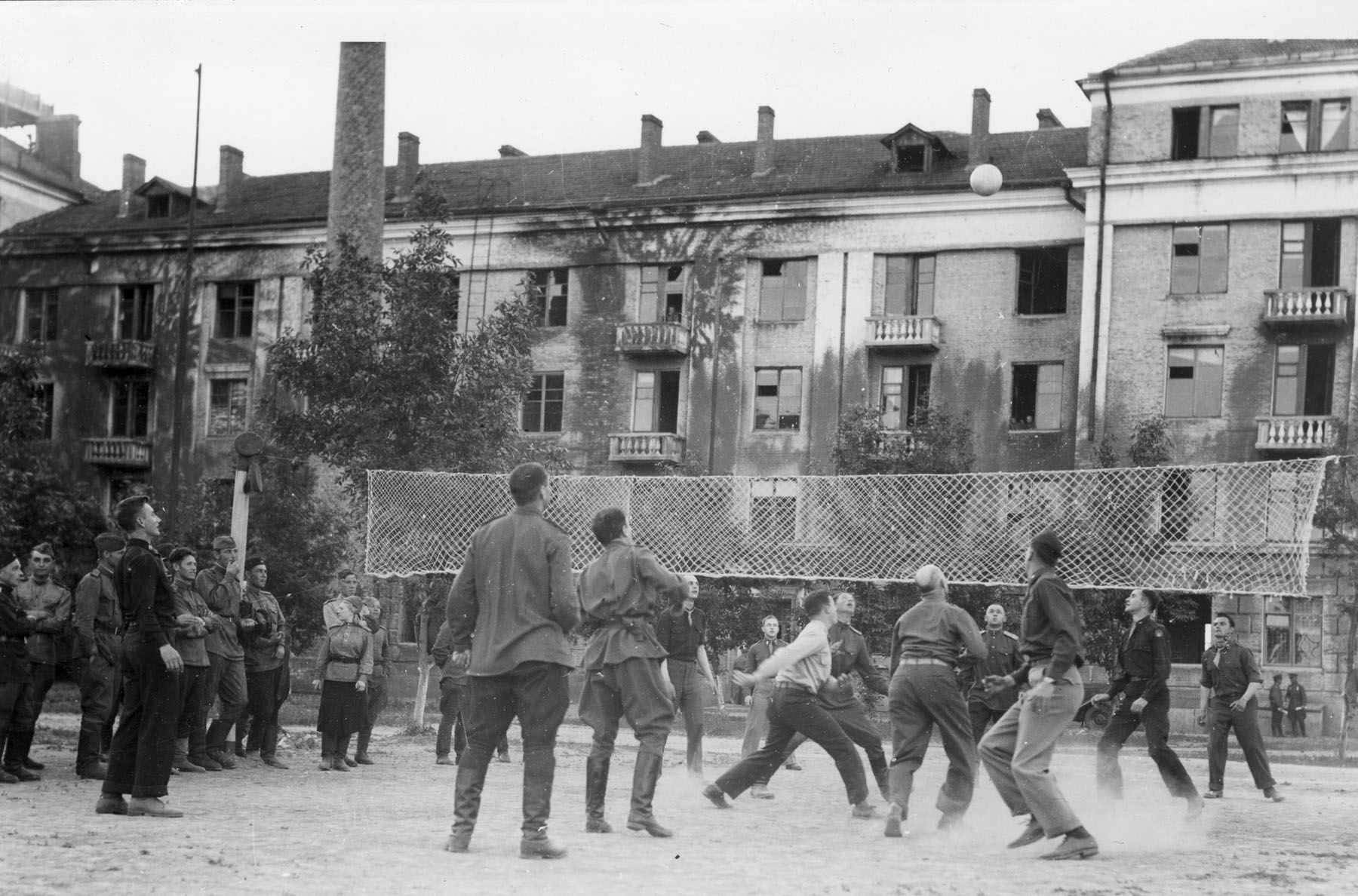
Eaker, cinquè per la dreta, jugant a voleibol amb militars soviètics a Poltava durant l'Operació Frantic

Eaker va ser reassignat com a Comandant en Cap de les Forces Aèries Aliades de la Mediterrània, ja que l'anterior comandant Tedder havia estat seleccionat per Eisenhower per planificar les operacions aèries per a la invasió de Normandia. Eaker tenia sota el seu comandament les Dotzena i Quinzena Forces Aèries i les Forces Aèries britàniques del Desert i els Balcans. No va aprovar el pla de bombardejar Monte Cassino el febrer de 1944, considerant-lo un objectiu militar dubtós, però finalment va signar la missió i va cedir a la pressió dels comandants terrestres. Els historiadors de l'època ara creuen generalment que l'escepticisme d'Eaker era correcte i que l'antiga abadia de Monte Cassino es podria haver preservat sense posar en perill l'avanç aliat a través d'Itàlia. Va dirigir personalment el primer atac de l'Operació Frantic el 2 de juliol de 1944, volant en un B-17 anomenat Yankee Doodle II i aterrant a una base soviètica a Poltava, a Ucraïna.
El 30 d'abril de 1945, el general Eaker va ser nomenat comandant adjunt de les Forces Aèries de l'Exèrcit i Cap de l'Estat Major de l'Aire. Es va retirar el 31 d'agost de 1947 i va ser ascendit a tinent general de les recentment establertes Forces Aèries dels Estats Units a la llista de retirats del 29 de juny de 1948.

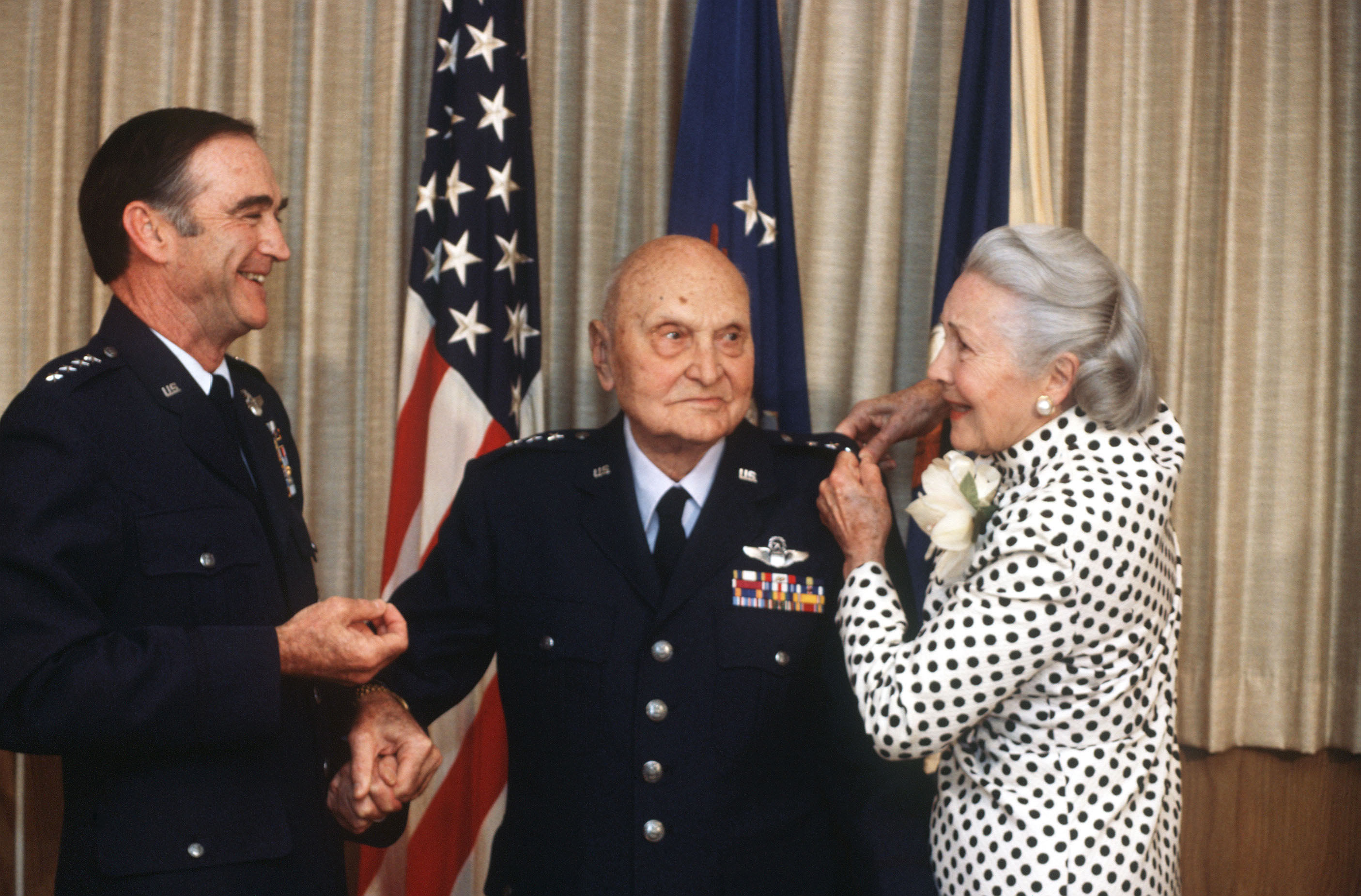
Eaker rep la seva quarta estrella del general Charles A. Gabriel (esquerra) i la seva dona Ruth (dreta) l'1 d'abril de 1985.

Gairebé 40 anys després de la seva jubilació, el Congrés va intentar aprovar una legislació especial que atorgués l'estatus de quatre estrelles a la Força Aèria dels Estats Units al general Eaker, impulsat pel major general retirat de la Reserva de la Força Aèria i senador Barry Goldwater (republicà per Arizona). Originalment, Goldwater volia simplement ascendir Jimmy Doolittle al rang de quatre estrelles, però el secretari de la Força Aèria, Verne Orr, li va dir que això posaria Eaker en una posició incòmoda perquè "tenia més responsabilitats durant la Segona Guerra Mundial". Per tal de corregir aquest defecte, la promoció de Doolittle es va ampliar per incloure Eaker. Goldwater va proposar primer un projecte de llei d'alleujament que eximeix la inelegibilitat d'ambdós oficials per a l'ascens. Tanmateix, la legislació es va estancar a la Cambra de Representants, cosa que va fer que Goldwater només sol·licités la confirmació a través del Senat, cosa que podria dir-se il•legal a causa de les restriccions legals als oficials generals que exigien que estiguessin en servei actiu. El 26 d'abril de 1985, el cap d'estat major, el general Charles A. Gabriel, i Ruth Eaker, l'esposa del general, li van atorgar la quarta estrella. Més tard, el 1986, el Controlador General va dictaminar que l'ascens era il·legal amb finalitats salarials o de beneficis a causa de la manca de legislació d'aplicació.

### Carrera civil

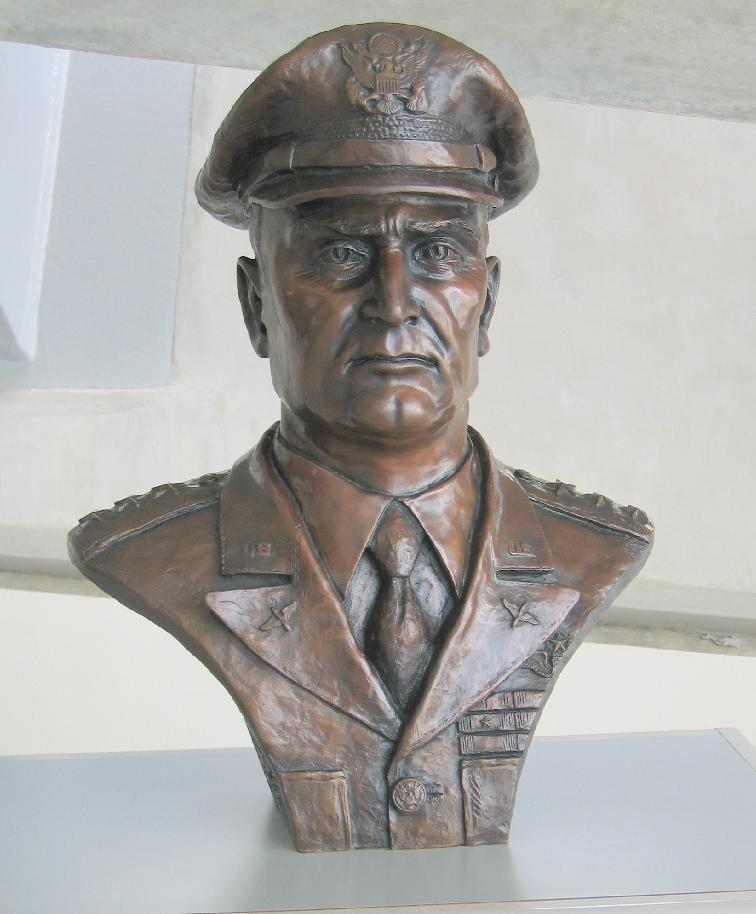
Bust del general Eaker al Imperial War Museum Duxford

Deu dies abans de la segona volta de les primàries del Partit Demòcrata de les eleccions al Senat dels Estats Units de 1948 a Texas, el dissabte 28 d'agost de 1948, Eaker va parlar en suport del candidat Lyndon B. Johnson. La campanya de Coke R. Stevenson va atacar Eaker, i Eaker va ser defensat per altres oficials militars destacats i Johnson. Criticar un líder militar destacat tan aviat després de la Segona Guerra Mundial probablement va tenir un efecte negatiu en la participació de Stevenson a les eleccions, i al comtat de Howard en particular (que havia allotjat una Escola de Bombarders de la Força Aèria de l'Exèrcit durant la Segona Guerra Mundial) va retornar una victòria neta anormalment alta per a Johnson en comparació amb els seus trionmfs en altres àrees.:605–606 Johnson va guanyar les eleccions per un petit marge.
Eaker va ser vicepresident de Hughes Tool Company i Hughes Aircraft (1947–1957) i de Douglas Aircraft (1957–1961).
Mentre estava destinat a Nova York a principis dels anys vint, Eaker va estudiar dret a la Universitat de Columbia. Eaker va tornar a estudiar a principis dels anys trenta a la Universitat del Sud de Califòrnia i es va llicenciar en periodisme. Amb Henry Arnold, Eaker va ser coautor de This Flying Game (1936), Winged Warfare (1937) i Army Flyer (1942). A partir del 1962, va escriure una columna setmanal, publicada per molts diaris, sobre assumptes militars.
Eaker va ser inclòs al Saló de la Fama Nacional de l'Aviació, a Dayton, Ohio, el 1970. Durant els seus 30 anys de vol, el general Eaker va acumular 12.000 hores de vol com a pilot.
El 26 de setembre de 1978, el Congrés dels Estats Units va aprovar, i el 10 d'octubre de 1978, el president Jimmy Carter va signar la Llei Pública 95-438, que atorgava la Medalla d'Or del Congrés al general Eaker, "en reconeixement de la seva distingida carrera com a pioner de l'aviació i líder de les Forces Aèries".
Eaker va morir el 6 d'agost de 1987 al Centre Mèdic Malcolm Grow, a la Base Aèria d'Andrews, a Maryland, i està enterrat al Cementiri Nacional d'Arlington.
La base de la força aèria de Blytheville , instal•lació del Comandament Aeri Estratègic (SAC), va ser rebatejada com a base de la força aèria Eaker el 26 de maig de 1988. La base aèria d'Eaker va ser tancada el 6 de març de 1992 a causa de l'acció de Realineació i Tancament de Bases (BRAC). Va començar la conversió de militars a civils i els avions públics van començar a utilitzar la base desmantellada. L'exèrcit encara utilitza el nom d'Aeroport Internacional d'Arkansas.
L'aeroport de Durant , Oklahoma, va ser rebatejat com a Eaker Field en honor d'Eaker, graduat del Southeastern State College de Durant. Ara conegut com a Southeastern Oklahoma State University, els estudiants d'aviació utilitzen l'aeroport com a seu de l'escola de vol.

## Dates de promoció
Les dates de promoció provenen de l'Official Army Register, 1947
 Tinent de 2a, infanteria: 15 d'agost de 1917 (a l'exèrcit regular va ser el 26 d'octubre (efectiu a partir del 15 de novembre) de 1917)
 Tinent, infanteria: 17 de juny de 1918 (temporal); 6 de setembre de 1919 (permanent)
 Capità, Exèrcit Regular (Servei Aeri de l'Exèrcit dels Estats Units): 1 de juliol de 1920
 Major - 20 d'abril - 26 de juliol de 1935 (temporal); 1 d'agost de 1935 (permanent)
 tinent coronel, Cos de Senyals: 1 de desembre de 1937 (temporal); 18 d'agost de 1940 (permanent)
 Coronel, Cos Aeri: 30 d'agost de 1940 (vigent a partir de l'1 de febrer de 1941) (Exèrcit Nacional 24 de desembre de 1941)
 Brigadier General – 17 de gener de 1942 (Exèrcit Regular - 1 de setembre de 1943)
 Major General – 7 de setembre de 1942 (Exèrcit Regular - 1 de desembre de 1944)
 Tinent General – 13 de setembre de 1943
 Tinent General (USAF) – 29 de juny de 1948
 General – 7 de maig de 1949

## Premis, condecoracions i honors
Pilot de comandament
  Medalla del Servei Distingit a les Forces Aèries
  Medalla del Servei Distingit a l'Exèrcit amb dos manats de de fulles de roure
  Medalla del Servei Distingit a la Marina
  Estrella de Plata
  Legió del Mèrit
  Creu dels Vols Distingits amb un manat de fulles de roure
  Medalla de l'Aire
  Medalla de la Victòria a la Primera Guerra Mundial
  Medalla del Servei de Defensa Americana
  Medalla de la Campanya Americana
   Medalla de la Campanya Europea-Africana-Orient Mitjà
   Medalla de la Victòria de la Segona Guerra Mundial
  Cavaller Comandant de l'Orde de l'Imperi Britànic
  Cavaller Comandant de l'orde del Bany
  Gran Oficial de la Legió d'Honor (França)
  Creu de Guerra amb Palma (França)
   Creu de Mèrit de Plata amb Espases (Polònia)
  Orde de Kutúzov de Segona Classe  (Unió Soviètica)
  Gran Creu de l'orde dels Sants Maurici i Llàtzer (Itàlia)
  Comanador de l'Ordre del Libertador General San Martín (Argentina)
   Gran Oficial de l'orde de la Creu del Sud, (Brasil)
  Oficial de l'orde del Sol (Perú)
  Orde del Mèrit Aeronàutic (Brasil)
   Orde del Còndor dels Andes (Bolívia)
  Oficial de l'orde del Mèrit (Xile)
  Oficial de l'orde del Libertador (Veneçuela)
  Orde de l'Estrella Partisana de 1a classe (Iugoslàvia)
Medalla d'Or del Congrès

### El Premi General Ira C. Eaker

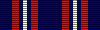
La cinta del Premi General Ira C. Eaker

El Premi General Ira C. Eaker és atorgat per la Patrulla Aèria Civil en honor de l'antic Comandant Adjunt de les Forces Aèries de l'Exèrcit dels Estats Units i pioner de l'aviació. Es lliura als cadets que han completat els requisits de la fase final del programa de cadets. El premi va acompanyat de l'ascens al grau de Tinent Coronel Cadet , el segon grau més alt del programa.

### Salons de la fama
El 1970, Eaker va ser inclòs al Saló Nacional de la Fama de l'Aviació a Dayton, Ohio.
El 1993 va ser inclòs al Saló de la Fama de l' Associació de Transport Aeri/Cisterna .
El 1981, Eaker va ser inclòs al Saló de la Fama Internacional de l'Aire i l'Espai del Museu de l'Aire i l'Espai de San Diego.

### Influència en la literatura
Kurt Vonnegut cita el seu pròleg a La destrucció de Dresden, de David Irving, a la seva novel•la Slaughterhouse-Five.